# Strada Statale 244 di Val Badia
Die Strada Statale 244 di Val Badia (SS 244), auf Deutsch Gadertalstraße oder Gadertaler Staatsstraße genannt, ist eine italienische Staatsstraße in Südtirol. Ihre Länge beträgt rund 39 Kilometer. Wegen ihres Verlaufes durchs Gadertal erhielt sie den namentlichen Titel Val Badia.

## Verlauf
Die SS 244 nimmt im Norden im Pustertal in der Gemeinde St. Lorenzen ihren Anfang, wo sie von der SS 49 abzweigt, und führt von dort ins Gadertal, das sie der Länge nach durchquert. Bei Corvara zweigt die SS 243 Richtung Grödner Joch ab. Hinter Corvara steigt die SS 244 zum 1875 m hohen Campolongopass empor, der die Grenze zur Provinz Belluno in Venetien darstellt. Die anschließende Südrampe des Campolongopasses bis zur Einmündung in die SR 48 in Arabba wurde in den 2000er Jahren zur SP 244 zurückgestuft.

## Geschichte
Die Gadertalstraße wurde ab 1885 gebaut und am 4. Oktober 1892 eingeweiht. Ein weiterer Ausbau fand während des Ersten Weltkrieges durch russische Kriegsgefangene statt.
Mit der Übernahme der Verwaltung durch die Autonome Provinz Bozen – Südtirol begannen in den 2000er Jahren umfangreiche Investitionen. Von 2000 bis 2006 wurden im unteren Gadertal zwischen Montal und Zwischenwasser insgesamt fünf neue Tunnels gebaut. Zwischen 2019 und 2022 wurde die Kreuzung mit der SS 44 durch den Bau des Tunnels „Pflaurenz“, einer Brücke über die Rienz und Pustertalbahn sowie eines großen Kreisverkehrs aus dem Ortsbereich von St. Lorenzen wegverlegt und komplett neu gestaltet.